# Červeno-černý strom
Červeno-černý strom (též anglicky red-black tree) je binární vyhledávací strom. Jedná se o datovou strukturu často používanou pro implementaci asociativního pole. Autor algoritmu, Rudolf Bayer, jej nejprve nazval symetrický binární B-strom, své moderní jméno získal až v práci Lea J. Guibase a Roberta Sedgewicka z roku 1978.

Příklad červeno-černého stromu.

Červeno-černý strom musí splňovat následující pravidla:
1. Každý uzel je buď červený, nebo černý.
2. Kořen je černý.
3. Listy (nil) jsou pokládány za černé vrcholy.
4. Každý červený vrchol má dva černé syny.
5. Každá cesta z jednoho vrcholu do jeho podřízených listů obsahuje stejný počet černých vrcholů.

### Demonstrace chodu algoritmu
- Vizualizace červeno-černých stromů[nedostupný zdroj]
- Red-Black Tree Animation, ukázka vkládání v nejhorším případě

### Implementace
- V implementaci Standard Template Library jazyka C++ jsou červeno-černé stromy často použity v kontejnerech std::set<Value> a std::map<Key,Value>
- Efektivní implementace červeno-černých stromů
- RBT: knihovna červeno-černých stromů v jazyce SmallEiffel Archivováno 7. 10. 2017 na Wayback Machine.
- libredblack: Implementace v C